# Picheux
Picheux est un hameau belge de la Région wallonne situé en province de Liège dans la commune de Stoumont.
Avant la fusion des communes, ce hameau faisait partie de la commune de Chevron.

## Situation et description
Ce hameau ardennais se situe sur une route en cul-de-sac partant de la route nationale 66 Huy - Trois-Ponts et s'élevant progressivement à travers des prairies entourées de bois. Picheux s'étire sur la rive gauche et le versant ouest de la Lienne. Les hameaux de Habiémont et Neucy avoisinent Picheux.
Le hameau est en réalité formé de Picheux-Bas qui situe ses premières maisons à proximité du confluent de la Lienne et du ruisseau de Grand Mont (altitude minimale 265 m) et de Picheux-Haut se trouvant au-dessus de la côte (altitude maximale 370 m).
On note la présence d'un ancien moulin à eau sur le cours du ruisseau de Grandmont à Picheux-Bas.

## Vestiges
Au bout de ce village, à l'orée des bois subsistent les vestiges d'un château-fort ou d'une tour forte (donjon). Ce vestige portait le nom de "Château de Grimbiéville". Aujourd'hui il ne reste que 4 fossés envahis par les broussailles et 1 fontaine captée par un bac en moellons. 
Cette demeure appartenait aux barons de Huart dont le fief appartenait au compté de Durbuy,.